# Chaparral (Kolumbia)
Chaparral – miasto w Kolumbii, w departamencie Tolima.